# Kurtoğlu Muslihiddin Reis
Kurtoğlu Muslihiddin Reis (1487 – Rodi, 1535) è stato un corsaro e ammiraglio ottomano, nonché Sanjak Bey (Governatore provinciale) di Rodi.
Svolse un ruolo importante nella conquista ottomana dell'Egitto (1517) e di Rodi (1522) durante le quali comandò le forze navali ottomane. Cooperò anche per istituire una flotta oceanica ottomana nell'Oceano Indiano, basata a Suez, che più tardi fu comandata da suo figlio, Kurtoğlu Hızır Reis.
Kurtoğlu fu conosciuto come Curtogoli in Europa, particolarmente in Italia, Francia e Spagna. A lui ci si riferisce in numerose fonti europee, chiamandolo altresì Cadegoli, Cadoli, Gadoli, Kurtog Ali, Kurdogli, Kurdogoli, Kurdoglou, Cartugli, Cartalli e Orthogut.
Kurtoğlu Muslihiddin Reis era padre di Kurtoğlu Hızır Reis, l'Ammiraglio Supremo della Flotta ottomana nell'Oceano Indiano, che agì tra l'altro a Sumatra, in Indonesia (1568-1569), per proteggerla dall'aggressione portoghese. La flotta ottomana giunse nella provincia dell'Aceh nel 1569, il cui Sultano era Sultan Alaaddin (ʿAlāʾ al-Dīn), che aveva nel 1565 sottoscritto un patto d'alleanza con Istanbul. Questo evento marcò il punto più avanzato a oriente dell'espansione territoriale ottomana. L'Aceh in effetti rimase un protettorato ottomano fino alla fine del XVIII secolo e un alleato dell'Impero ottomano fino al 1904, quando cadde sotto il controllo olandese.

## Biografia

### Antefatti
Il nome Kurtoğlu significa Figlio di Kurt (Lupo) in turco, un nome di famiglia che Muslihiddin ereditò da suo padre, Kurt Bey, un navigatore turco-ottomano d'Anatolia che fu nell'Africa nord-occidentale per condurvi la guerra di corsa, insieme ad altri famosi corsari turchi di quel periodo, quali i fratelli Barbarossa: Aruj Barbarossa e Khayr al-Din Barbarossa.
Khayr al-Din Barbarossa (il cui nome era Hızır) divenne intimo amico di Kurtoğlu Muslihiddin, che chiamò suo figlio Kurtoğlu Hızır Reis, unendo il suo proprio nome a quello dell'amico. Aruj Barbarossa, Khayr al-Din Barbarossa, Kemal Reis, Piri Reìs e Kurtoğlu Muslihiddin Reis operarono congiuntamente nel Mediterraneo in varie occasioni. Nel 1522 Khayr al-Din gli inviò la sua flotta corsara per aiutarlo durante la conquista ottomana di Rodi, allora base dei Cavalieri dell'Ospedale di S. Giovanni di Gerusalemme e di Rodi.

### Inizi della carriera di corsaro

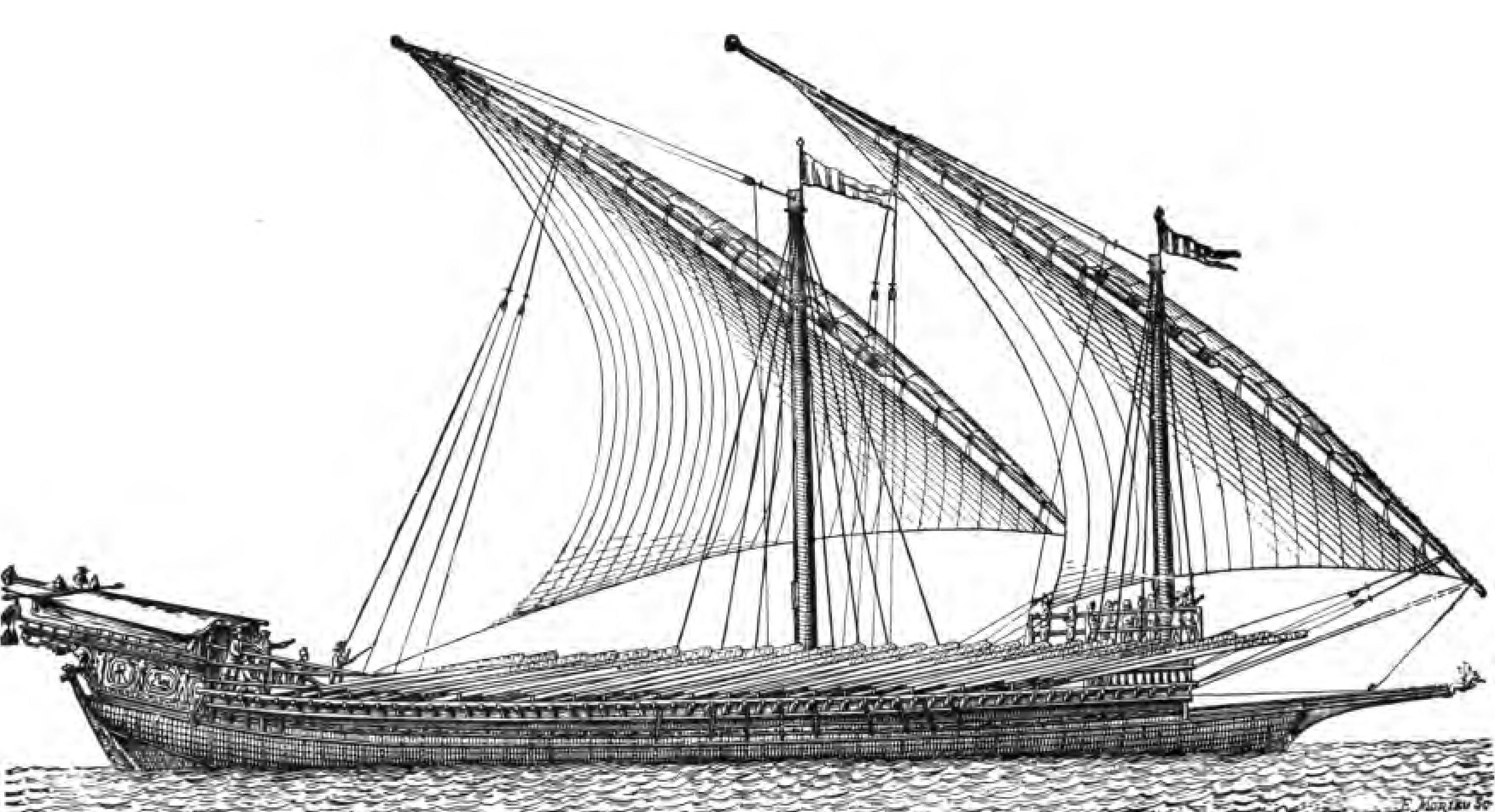
Una galea in assetto di navigazione.

Nel 1508 Kurtoğlu Muslihiddin Reis ottenne l'autorizzazione dal sultano hafside Abu Mohammed Abd Allah di usare Biserta come propria base operativa lungo le coste occidentali del Mediterraneo. Il Sultano, in cambio, chiese di ricevere un quinto delle sue prede belliche. Kurtoğlu radunò una flotta di 30 navi che trasportavano 6.000 corsari, e nell'estate del 1508 assaltò le coste liguri, sbarcò le sue truppe a Diano Marina e saccheggiò la cittadina. L'anno seguente ricevette un appello del Sultano ottomano Bayezid II perché partecipasse all'assalto contro Rodi, e nel febbraio del 1509 prese parte alla spedizione ottomana contro Rodi e i Cavalieri Ospedalieri, al comando di 17 navi e trasportò i Giannizzeri sull'isola per l'assedio. Tuttavia, l'assedio non ebbe successo e infine esso fu tolto. 
Nell'agosto del 1509, presso la foce del Tevere, vicino a Roma, impegnò le galee pontificie che erano al comando di Baldassarre di Biassa e catturò una di esse. Nel settembre del 1510, con una forza di 9 fuste, prese terra sull'isola di Andros, che era allora sotto controllo veneziano, e prese decine di prigionieri che furono più tardi liberati dietro riscatto. 
Sempre in settembre, con una forza di 6 fuste, approdò sull'isola di Chio, allora sotto controllo genovese e obbligò il governatore a pagare 100.000 aspri (monete d'argento) in cambio dello sgombero dell'isola.
Tra il 1510 e il 1514 Kurtoğlu Muslihiddin operò nel Tirreno e lungo le coste della Spagna, intercettando il traffico mercantile marittimo nelle aree attorno alla Sicilia, alla Sardegna, alla Calabria e al Regno di Napoli, fin quasi a bloccarlo. Nell'estate del 1514, con una galea e 3 fuste, catturò la flottiglia genovese nei pressi della Corsica, ivi incluso il suo comandante, Matteo Trucco.
Nel febbraio 1515 Kurtoğlu assaltò Rodi e in luglio approdò a Chios, da cui fece poi vela verso le coste siciliane, sottoponendole a razzia. Nel prosieguo dell'anno apparve davanti alle coste liguri, dove catturò una galea genovese, che prese a rimorchio, col suo equipaggio, portandola nella sua base di Biserta.
Nel febbraio del 1516 si presentò davanti all'isola di Corfù, dove ricevette un messaggio del Sultano ottomano Selim I, che si trovava ad Adrianopoli, in cui s'invitava Kurtoğlu a mettersi al servizio della Marina ottomana. Kurtoğlu giocherà un ruolo chiave nelle conquiste ottomane dell'Egitto mamelucco nel 1517 e di Rodi nel 1522.
Nell'aprile del 1516, con una forza di 20 navi, assaltò e saccheggiò le città costiere della Liguria, dove catturò anche una galera. A metà aprile, catturò una flotta di 18 navi mercantili siciliane che stavano dirigendo su Genova e le inviò alla sua base di Biserta. Puntò quindi verso la Toscana e intercettò quasi ogni singolo vascello nei pressi del porto di Civitavecchia. Lo Stato Pontificio allestì allora una flotta sotto il comando di Giovanni di Biassa e Paolo Vettori per impegnarlo in combattimento. Più tardi, in quel mese, Kurtoğlu assalì le coste della Catalogna in Spagna.
Nel maggio del 1516, assieme a Khayr al-Din Barbarossa e a Piri Reìs, prese terra ancora una volta in Liguria. I Genovesi si allearono con le forze papaline sotto il comando di Federigo Fregoso, arcivescovo di Salerno per combattere Kurtoğlu. Ad essi si unirono le forze del Pregeant di Bidoux, Bernardino d'Ornesan e Servian, che insieme contavano 6 galee e 3 galeoni. Nel frattempo le flotte combinate di Kurtoğlu, Khayr al-Din Barbarossa e Piri Reis, che insieme schieravano un totale di 27 navi (4 galee e 24 fuste) attaccarono il porto di Civitavecchia, prima di far vela verso il Canale di Piombino e prender terra nelle isolette di Giannutri e nell'Isola d'Elba, dove posero sotto assedio le fortezze locali.
Nel giugno del 1516 Kurtoğlu mise piede in Puglia e catturò circa 800 persone. Da lì veleggiò verso il mar Tirreno e catturò una nave siciliana che era da poco giunta dall'Inghilterra e scaricò quanto stipato nelle stive nel porto di Genova prima di tornare in Sicilia. Quindi si diresse su Gerba.

### Ammiraglio della Marina ottomana

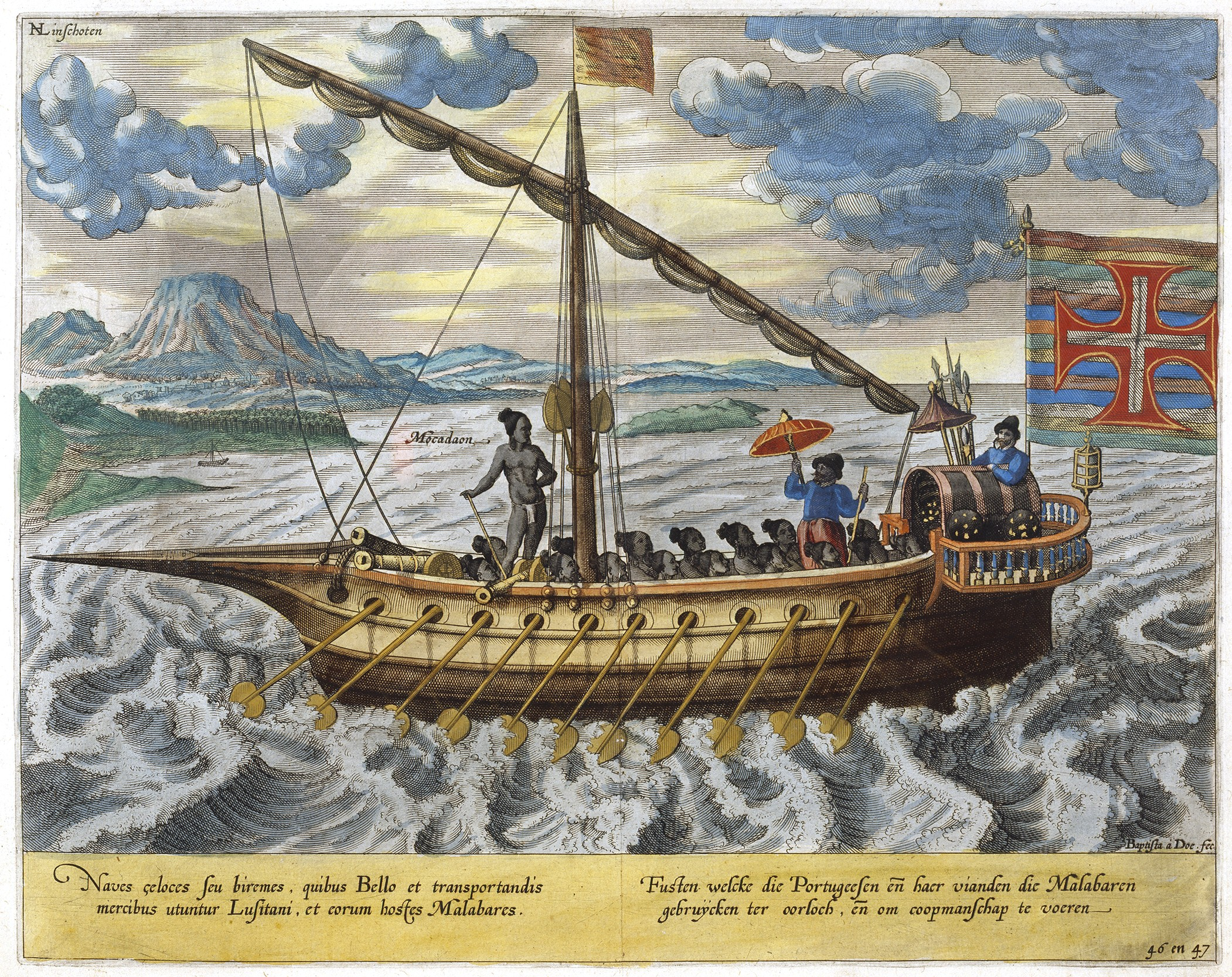
Una fusta portoghese in un disegno del XVII secolo

Mentre si trovava a Gerba, Kurtoğlu ricevette il Kapucubaşı del Sultano ottomano Selim I che gli chiese di diventare ammiraglio della Marina ottomana e di unirsi alla spedizione ottomana contro il Sultanato mamelucco basata in Egitto (1516-1518). Kurtoğlu accettò l'offerta e immediatamente cominciò i preparativi, ma l'attacco franco-spagnolo alla Goletta e a Biserta dell'agosto del 1516 ritardò la sua partecipazione. Le forze franco-spagnole furono raggiunte da quelle pontificie, al comando di Federigo Fregoso, che trasportava 1.000 soldati. Essi erano scortati dalla forza di Paolo Vettori, che comandava 5 navi (3 galere e 2 brigantini), dalla forza di Giovanni e Antonio di Biassa, che comandavano 4 galere pontificie, dalla forza di Andrea Doria, che comandava 8 galere genovesi e dalle forze riunite di Pregeant de Bidoux, di Bernardino d'Ornesan e di Servian, che contavano 6 galere e 3 galeoni. La forza combinata franco-spagnola-pontificia-genovese aveva cercato Kurtoğlu nella vasta area tra l'Isola d'Elba, Capraia, Corsica e Sardegna prima di arrivare sotto le coste della Tunisia. Da lì la flotta riunita fece vela su Biserta. Le navi francesi e genovesi si nascosero dietro l'isola di Galitta durante la notte, prima di attaccare il porto di Biserta nella mattinata. Numerose navi di Kurtoğlu, che erano all'ancora nel porto, furono distrutte, ma nel combattimento Kurtoğlu riuscì a catturare 6 galere francesi, che poi egli impiegò nel corso della conquista ottomana dell'Egitto nel 1517. Le forze genovesi misero piede nel porto di Biserta ma furono respinte dai turchi e dai tunisini e obbligate a ritirarsi, perdendo anche 2 galere.
Kurtoğlu lasciò infine Biserta e veleggiò per unirsi alla flotta ottomana diretta in Egitto. Sulla sua rotta toccò l'Albania, dove non si fece sfuggire l'occasione per impadronirsi di una nave veneziana all'imbocco del mar Adriatico. Ne settembre del 1516 prese finalmente parte alla campagna navale ottomana contro i Mamelucchi d'Egitto.
Più avanti, nel settembre del 1516, giunse a Chio con 4 galeotte e 18 fuste, dove caricò le sue navi di acqua e di altri rifornimenti necessari, prima di saccheggiare i porti di Candia, che era allora sotto dominio veneziano. Avvicinandosi a Capo Maleo, a Rodi, individuò due navi veneziane, una delle quali diretta a Cerigo, in cui l'equipaggio cercò d'approdare, trovandosi però costretto ad abbandonare l'imbarcazione nelle mani di Kurtoğlu, mentre l'altra nave veneziana fu catturata in mare, assieme al suo equipaggio e al suo capitano, Marino Faliero, che aveva 2.000 ducati d'oro, ma costretto a versarne altri 3.000 pur di ottenere la propria liberazione. Nel frattempo Kurtoğlu catturava due altri vascelli veneziani - una caravella e un galeone.
In seguito puntò su Fraschia, Retimo e La Canea, a Creta, dove s'impossessò di numerose altre imbarcazioni. Dopo aver lasciato Creta, assaltò altre quattro isole dell'Egeo sotto controllo della Serenissima: Mykonos, Skyros, Serifos e Milos. Da lì si mosse verso la Calabria con 15 navi e prese terra a Crotone, dove bombardò la fortezza della cittadina. Più tardi veleggiò verso la Puglia con 2 galee, 3 galeotte, 6 fuste e 4 altre navi, e prese terra a nel Salento prima di saccheggiare Supersano, dove catturò numerosi prigionieri prima di metterli in libertà in cambio di 1.200 ducati d'oro. Da lì Kurtoğlu si spostò nel mar Adriatico, dove 2 galee veneziane presero a tallonarlo a distanza di sicurezza ma pur sempre in piena vista per spiarne i movimenti. Nelle vicinanze di Capo Santa Maria a Leucade altri corsari turchi si unirono alla sua flotta, che giunse a totalizzare 22 navi. Verso la fine di settembre del 1516, fece vela verso Otranto e catturò una nave veneziana proveniente da Zante prima di impadronirsi anche di due imbarcazioni pontificie. I Veneziani furono intimiditi dalla sua flotta e furono incapaci di fermare le sue azioni di rapina nel mar Adriatico. Nell'ottobre del 1516 Kurtoğlu toccò terra a Lavinio con una forza di 18 fuste, riuscendo quasi a catturare Papa Leone X che si trovava in zona per partecipare a una battuta di caccia. Le sentinelle del Santo Padre seppero in tempo della presenza in zona di Kurtoğlu e il Papa si salvò il 28 ottobre con una veloce galoppata che lo portò al sicuro a Roma. Marin Sanudo data invece l'avvenimento al mese di aprile di quell'anno. Kurtoğlu, nel frattempo, saccheggiava ogni singolo insediamento tra Lavinio e Anzio, prima di tornare indietro alle sue navi e dirigersi verso l'Isola d'Elba, che mise ancora a ferro e fuoco. Nel novembre 1516 mise piede in Sardegna prima di tornare a Biserta.

### Comandante della spedizione navale ottomana in Egitto (1517)
Nel marzo del 1517 Kurtoğlu si unì a una numerosa flotta ottomana che si dirigeva contro l'Egitto, con la sua forza i 30 navi, presso Tenedo, e una volta ancora partecipò alla campagna militare ottomana contro il Sultanato mamelucco. Il Sultano ottomano Selim I gli assegnò il comando di pattugliamento delle coste egiziane e della prevenzione della fuga di Tuman Bay (Tomanbay), l'ultimo Sultano mamelucco, che infine si arrese il 14 aprile 1517.
Sulla via del ritorno della flotta ottomana a Istanbul, Kurtoğlu assaltò le forze dei Cavalieri di S. Giovanni a Rodi con una forza di 35 navi ottomane. Da lì veleggiò verso Chio e l'Anatolia, dove rifornì le sue navi prima di dirigersi su Pianosa con 13 vascelli (1 galea, 3 galeotte, 9 fuste). Qui incontrò la flotta di Andrea Doria che egli mise in fuga fin verso Capo Sant'Andrea all'Elba, dove affluirono altre navi genovesi. Assaltò in quell'occasione l'ammiraglia di Andrea Doria con la sua stessa galea e 5 fuste, mentre gli altri vascelli ottomani impegnavano il resto del naviglio genovese. La battaglia terminò con uno stallo ma varie centinaia furono le perdite umane su entrambi i fronti.

### Istituzione della Flotta egitto-ottomana (Alessandria) e della Flotta ottomana dell'Oceano Indiano (Suez)
Nel giugno del 1517 Kurtoğlu entrò nel porto di Alessandria con una possente flotta di 170 navi, portando con sé 2 navi genovesi che trasportavano 100.000 ducati, intercettate lungo la rotta. Sempre in giugno, con numeroso naviglio di piccola stazza, entrò nel fiume Nilo e veleggiò verso meridione, fino a raggiungere Il Cairo, da cui tornò poi verso Alessandria, dove catturò una nave della Repubblica di Ragusa.
Nel luglio del 1517, assieme al Sultano ottomano Selim I che aveva nominato Kurtoğlu comandante della flotta ottomano-egiziana e che aveva voluto personalmente visitare la nuova provincia ottomana dell'Egitto, che gli aveva riconosciuto la dignità califfale, Kurtoğlu veleggiò nel fiume Nilo con una forza di 25 vascelli che includevano grandi imbarcazioni quali galee, galeotte e fuste. Kurtoğlu istituì la flotta ottomana del Mar Rosso e dell'Oceano Indiano, di base a Suez, che avrebbe fronteggiato la flotta portoghese di stanza a Goa in numerose circostanze nel corso del XVI secolo. In questo periodo Kurtoğlu ricevette uno stipendio giornaliero di 80 aspri. Verso la fine del mese di luglio del 1517 egli salpò con la sua flotta da Alessandria, avendo imbarcato 500 ulteriori Giannizzeri e puntò sui Dardanelli. In ottobre comparve davanti a Rodi e nel dicembre saccheggiò l'isoletta sotto controllo veneziano di Nasso, capitale del Ducato di Nasso. Tuttavia l'Impero ottomano era all'epoca alleato della Serenissima e Piri Reìs portò a Kurtoğlu l'ordine di Selim I di rilasciare i prigionieri veneziani. Nel gennaio del 1518 Kurtoğlu arrivò a Istanbul e gli fu affidato il comando di un'altra possente flotta, malgrado le proteste del Bailo veneziano nella capitale ottomana.
Nel marzo del 1518 Kurtoğlu catturò una nave veneziana presso Mitilene, a Lesbo, e più tardi in quello stesso mese assaltò Nasso. Nell'ottobre 1518, il Bailo veneziano presentò un'altra lagnanza alla Sublime porta, protestando per il fatto che Kurtoğlu aveva preso prigionieri 3000 Veneziani per trasportarli nei porti dell'Anatolia. Nel dicembre 1518 Kurtoğlu unì le sue forze a quelle di Piri Reìs e incrociò nelle acque comprese tra Imbro e Chio.

### Comandante delle Marina Ottomana durante l'Assedio di Rodi (1521-1522)
Nel marzo del 1519 Kurtoğlu tornò a Istanbul e nel settembre di quell'anno Selim I gli affidò il comando della flotta ottomana allestita per la conquista di Rodi, sede dei Cavalieri dell'Ospedale di S. Giovanni di Gerusalemme e di Rodi. La presa dell'isola sarebbe stata guidata dal figlio di Selim I, Solimano il Magnifico, vista la morte del padre nel 1520.
Nel maggio 1521 Kurtoğlu sfece vela da Istanbul con una consistente flotta di 30 galee e 50 fuste, guidandola su Rodi per quello che sarebbe stato il primo attacco all'isola. Kurtoğlu intendeva anche vendicarsi dei Cavalieri che avevano ucciso a Rodi due suoi fratelli e preso un terzo prigioniero. Giungendo a Capo Maleo, a Rodi, con la sua flotta, Kurtoğlu prese terra con le sue truppe e tentò di catturare il Gran Maestro dell'Ordine, Philippe Villiers de L'Isle-Adam, che riuscì a mettersi in salvo. Kurtoğlu in seguito bloccò l'entrata del Canale di Rodi e affondò numeroso naviglio nel porto, catturando anche una nave veneziana che giungeva da Creta. Comprendendo che gli sarebbe stato impossibile conquistare l'isola coi soldati di cui disponeva, Kurtoğlu rinviò l'assedio finale a data successiva, chiedendo che gli fossero inviati rinforzi.
Nel frattempo, Kurtoğlu si unì alle forze di Kara Mahmud e partecipò alla spedizione navale ottomana contro la Dobrugia e la successiva azione militare contro la Valacchia, nel luglio del 1521.
Ai primi del 1522 Kurtoğlu tornò a Rodi e tentò di catturare la nave di Philippe Villiers de L'Isle-Adam, Gran Maestro dei Cavalieri di S. Giovanni, mentre con Pregeant di Bidoux stava tornando da Marsiglia e rientrando nel porto di Rodi. Nel maggio del 1522, con 30 galee, Kurtoğlu si presentò a Capo Sant'Angelo, e tra il giugno e il luglio guidò l'attacco ottomano che piegò le resistenze dell'Ordine cristiano, operando con Kara Mahmud, sotto il comando supremo di Mustafa Pascià (e in seguito di Solimano il Magnifico, che assunse personalmente il comando supremo dell'assedio il 28 luglio 1522). Kurtoğlu sbarcò le sue truppe nell'isola il 26 luglio 1522, e alla fine di quel mese apparve davanti alla città. Gli Ottomani presero definitivamente l'isola alla fine di dicembre del 1522.

### Sanjak Bey (Governatore Provinciale) di Rodi
A seguito della conquista ottomana di Rodi a fine 1522, Kurtoğlu Muslihiddin Reis fu nominato Sanjak Bey (Governatore provinciale) di Rodi da Solimano il Magnifico.
Nel marzo 1524, Kurtoğlu raccolse un ampio schieramento di truppe in Anatolia, trasportandole con la sua flotta a Rodi prima di veleggiare alla volta dell'Egitto, dove domò l'insurrezione dei Giannizzeri ad Alessandria e poi sul litorale libanese, confortato dal sostegno di Ayaz Pasha. Tornò poi in Egitto nell'aprile del 1524.

### Ritorno nello Ionio e nel Tirreno
Nell'agosto del 1524 giunse a Eubea con una forza di 1 galea, 2 galeotte e 15 fuste, e da lì fece vela verso la Puglia, prendendo terra a Otranto e Gallipoli, dove s'impadronì di una grande nave e di altri 7 vascelli. Da lì Kurtoğlu veleggiò in direzione del Golfo di Taranto e la Sicilia, dove sbarcò le sue truppe e prese d'assalto numerosi porti, prima di dirigersi nel Mar Tirreno e le coste della Barberia, nell'Africa nord-occidentale.

### Ritorno nel Mediterraneo orientale
Nel maggio 1525 Kurtoğlu giunse davanti alle coste di Creta (Candia) dove s'impadronì di quattro navi veneziane. Nell'agosto 1525 tornò a Istanbul con la sua galea, mentre lasciò le sue altre navi a Tinos, dove aveva già catturato un totale di 27 vascelli (6 galee, 2 grandi navi, 1 galeone e 18 fuste). A Istanbul ricevette 3 grandi navi e 10 galee da Solimano il Magnifico e fece vela per combattere contro i Cavalieri di S. Giovanni, che al momento operavano dalla loro nuova base in Sicilia e colpivano le navi ottomane (i Cavalieri più tardi presero a operare da Malta assieme a corsari che si univano a loro in ogni operazione bellica. Nell'aprile 1527 gli fu assegnata un'altra missione di combattere i corsari cristiani: compito che egli assolse con 10 galee. Nel luglio del 1527 arrivò a Capo Maleo con 4 galee, 3 fuste e un brigantino, e catturò 2 galee veneziane e affondò una nave veneziana, la Grimana. Vendette il cargo di cui s'era impadronito a Modone prima di salpare verso Rodi con le altre navi catturate. Da lì veleggiò verso Istanbul, dove arrivò nel novembre del 1527.

### Operazioni finali e morte
Nell'aprile 1530 Kurtoğlu uscì dai Dardanelli con una flotta di 36 galee e puntò su Rodi. Nel mese di giugno si presentò davanti alle coste dalla Sicilia con 20 galee e cominciò a mettersi sulle tracce di Formillon, un famoso corsaro francese dell'epoca che aveva colpito più volte la marina ottomana. Tornò poi a Istanbul, dalla quale ripartì nel marzo del 1532, giungendo di fronte a Rodi nell'aprile del 1532. In agosto giunse a Zakynthos (Zante) dove ebbe un incontro con Vincenzo Capello, ammiraglio in capo della flotta veneziana, che in seguito avrebbe comandato le forze della Serenissima nella Battaglia di Prevesa nel 1538. Dai Veneziani acquistò 400 ducati aurei di tessuto di seta e d'indumenti, prima di veleggiare verso Modone, catturando sulla rotta 2 navi veneziane (una galea di nome Zena e un altro vascello) assieme al loro carico. Il governatore veneziano di Zante, Matteo Barbarigo, chiese la restituzione della Zena, ma Kurtoğlu rifiutò la richiesta. Le due parti s'incontrarono ancora e nello scontro Kurtoğlu danneggiò un galeone veneziano mentre era impegnato a bombardare i porti veneziani di Zante e Cefalonia. Nel febbraio 1533 tornò a Rodi.
Nel maggio 1533, mentre Khayr al-Dīn Barbarossa aveva inviato una nave veneziana di cui egli s'era impadronito da Alessandria d'Egitto a Istanbul ma una squadra veneziana l'aveva intercettata cominciando a bombardarla. Udendo il suono delle artiglierie, Kurtoğlu giunse in tempo per costringere alla ritirata la forza veneziana, riuscendo poi a rimorchiare la nave catturata fino al porto di Finike in Anatolia, incassando il controvalore del suo prezioso carico.
Nel giugno 1533 apparve davanti a Corone con 25 navi, prima di prendere a rimorchio una nave veneziana catturata dai Turchi a Rodi. Nello stesso mese, con 4 galeotte e 2 brigantini, s'impadronì di 2 galee veneziane presso Samo, mettendo le mani sulle armi che esse trasportavano e che erano state spedite per difendere il castello veneziano presso Corone dall'assalto turco. Si mosse quindi da Corone e obbligò il comandante veneziano Francesco Nicardo, che era stato incaricato di difendere l'area dagli Ottomani, a sgomberare il campo. Nel frattempo egli liberò una nave turca che era stata catturata dai Cavalieri di S. Giovanni e la riportò a Rodi, prima di tornare ancora Corone per riprendere il blocco dell'area con una forza di 40 navi.
Fu grazie ad essa che poté impedire l'arrivo di una flotta veneziana inviata per forzare il blocco. Nell'agosto del 1533 tornò a Rodi e nel settembre prese a pattugliare l'area compresa tra Milos e Capo Maleo alla ricerca di navi veneziane e di corsari cristiani che operavano nella zona.
Nel mese di ottobre pattugliò anche l'area presso Rodi, dove rimase fino alla sua morte, avvenuta verso il 1535.

## Retaggio
Kurtoğlu Muslihiddin Reis fu tra i più capaci uomini di mare turco-ottomani del XVI secolo, al pari di Hızır Reis, Oruç Reis, Kemal Reis, Piri Reìs, Turgut Reis, Murat Reis il Vecchio, Piyale Pascià e vari altri navigatori.
Svolse un ruolo-chiave nella conquista dell'Egitto (1517) e di Rodi (1522). L'Egitto rimase de facto una provincia ottomana fino al 1882 e de jure fino al 1914. Rodi rimase un'isola ottomana fino al 1912.
Kurtoğlu istituì la flotta ottomana d'Egitto, di base ad Alessandria e la flotta ottomana dell'Oceano Indiano, basata a Suez, con altri porti ad Aden e a Bassora.
Suo figlio Kurtoğlu Hızır Reis divenne famoso per aver comandato la Flotta ottomana dell'Oceano Indiano contro le forze portoghesi basate a Goa e aver guidato la spedizione navale ottomana a Sumatra, in Indonesia (1568-1569). La provincia indonesiana di Aceh, a Sumatra, si dichiarò alleata dell'Impero ottomano nel 1565 e divenne effettiva parte dei domini della Sublime porta con l'arrivo della flotta ottomana e lo stazionamento di forze ottomane nel 1569. Questo evento marcò il punto più a oriente raggiunto dagli Ottomani nella loro espansione.